# Kék légivadász
A kék légivadász (Ischnura elegans) a rovarok (Insecta) osztályának szitakötők (Odonata) rendjébe, ezen belül az egyenlő szárnyú szitakötők (Zygoptera) alrendjébe és a légivadászok (Coenagrionidae) családjába tartozó faj.

## Előfordulása
Ponto-kaspi, az Ibériai-félsziget és Skandinávia nagy részének kivételével egész Európában elterjedt faj. Magyarországon szinte mindenütt megtalálható, igen gyakori szitakötő.

## Alfajai, alakjai
A rovarászok a kék légivadásznak az alábbi alfajait és alakjait különböztetik meg:
- Ischnura elegans ebneri Schmidt, 1938
- Ischnura elegans elegans (Vander Linden, 1820)
- Ischnura elegans pontica Schmidt, 1939
- Ischnura elegans f. infuscans
- Ischnura elegans f. infuscans-obsoleta
- Ischnura elegans f. rufescens
- Ischnura elegans f. typica
- Ischnura elegans f. violacea

## Megjelenése
A hím fejét és torját (thorax) kék és fekete mintázat borítja. A potroha (abdomen) nagyjából fekete, csak nagyon keskeny mintázattal az ízületek találkozásánál. A nyolcadik ízület teljesen kék színű. Pihenéskor szárnyait hátrafelé tartja. A fiatal torján zöld árnyalat látható. A hossza 27–35 milliméter és a szárnyfesztávolsága körülbelül 35 milliméter.
A hímtől eltérően, mely kék-fekete mintázatú, a különböző nőstények többféle színűek is lehetnek. A rufescens alak fiatalja lazac-rózsaszínű, míg a violacea alaké világoszöld színű. A kor előrehaladtával a színek sötétebbé válnak. A kifejlett nőstények között egyesek a hímekhez hasonlóan kékes-fekete mintázatúak, például a typica alak; míg az infuscans alak torja olivazöld barna pontokkal és az infusca-obseleta világosbarna sötétebb barna pontokkal.

## Életmódja
A nimfa vízben él és ragadozó életmódot folytat. Apró vízi rovarokkal és azok lárváival táplálkozik. Az imágó is ragadozó; zsákmányait a levegőben vagy a leveleken kapja el. Vadászatkor a lábait használja kifogó kosárként.

## Szaporodása
Amikor két kék légivadász párosodik, egy második hím megzavarhatja azzal, hogy rákapcsolódik az első hímre.

## Képek

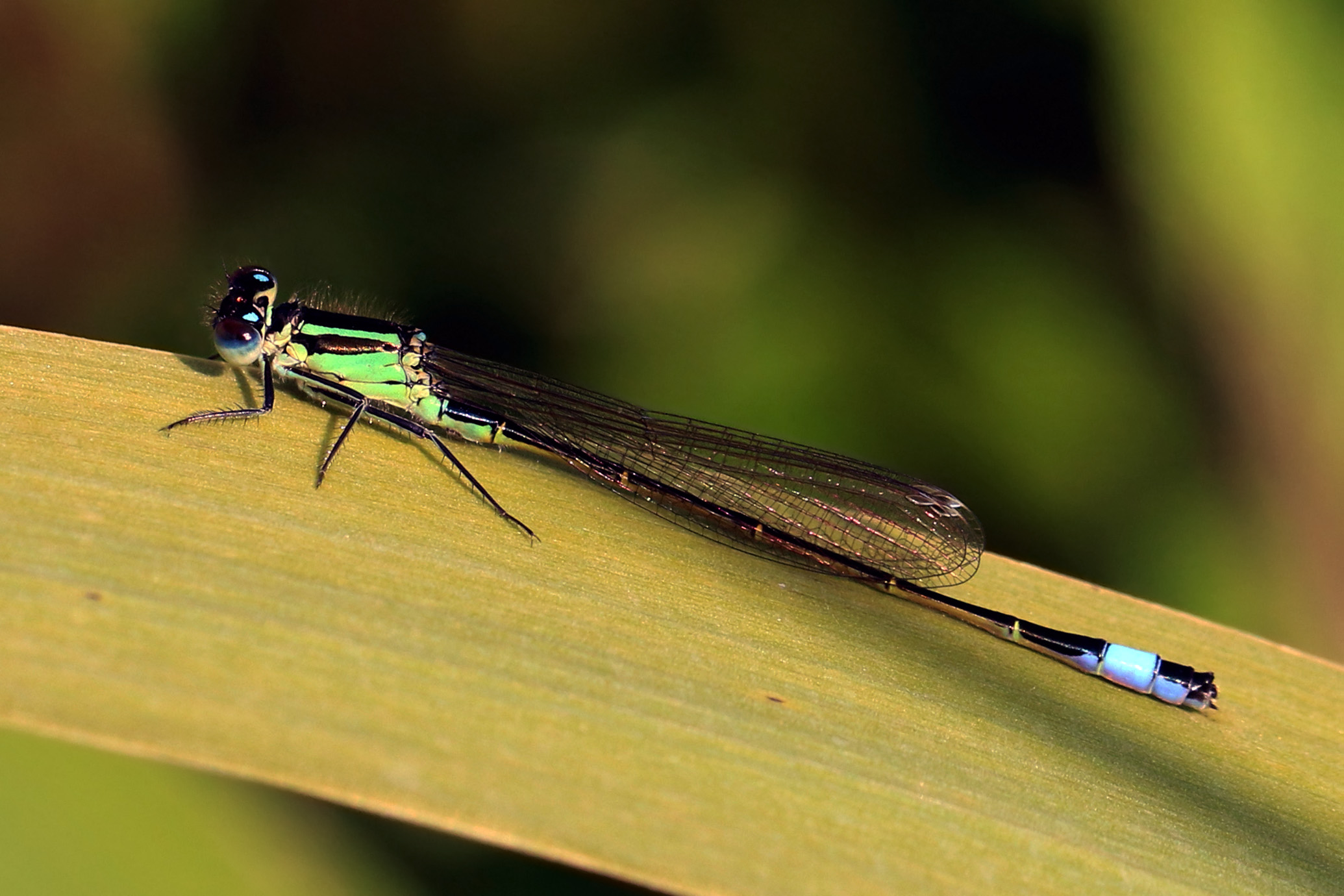
Fiatal hím
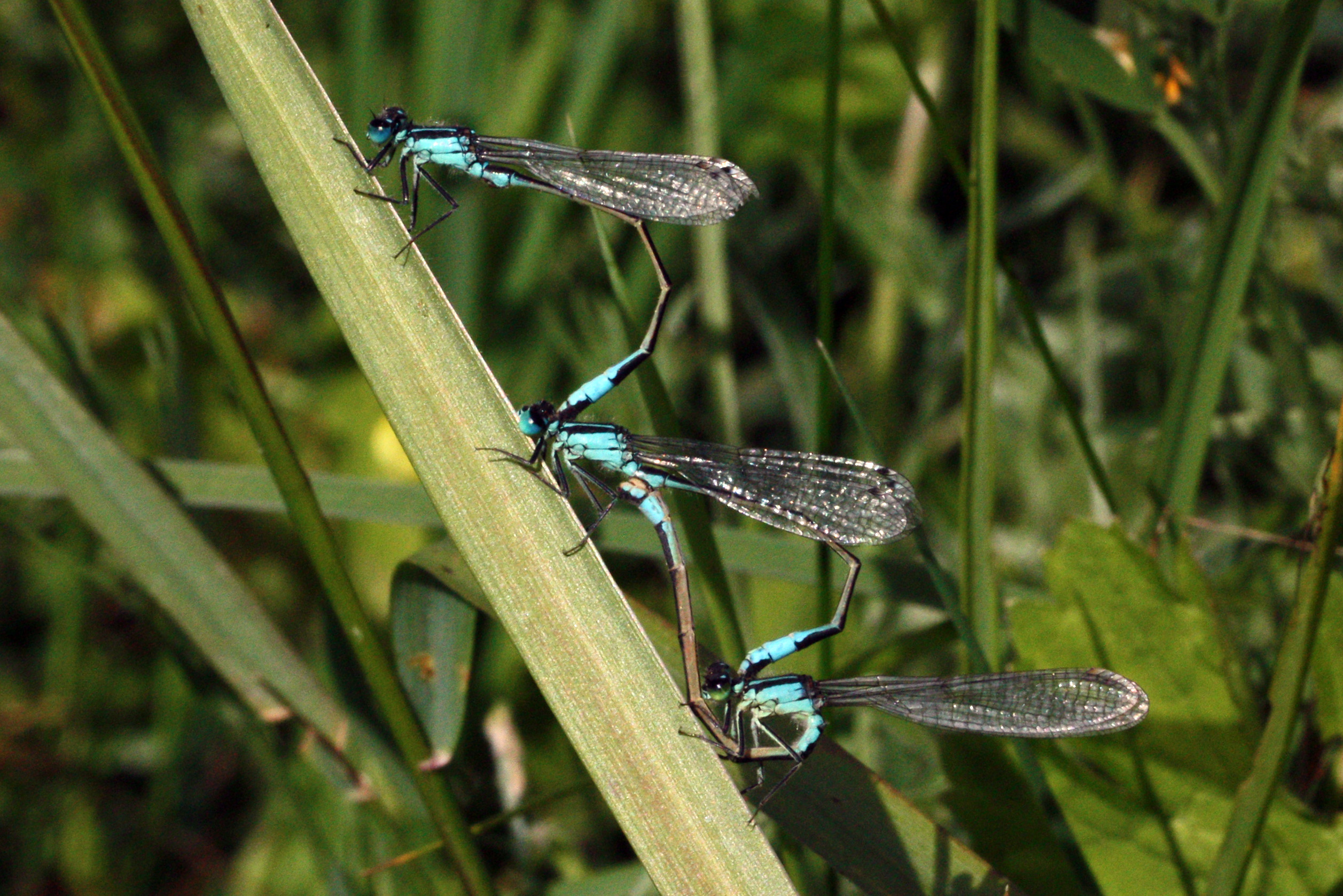
Két hím és egy typica nőstény
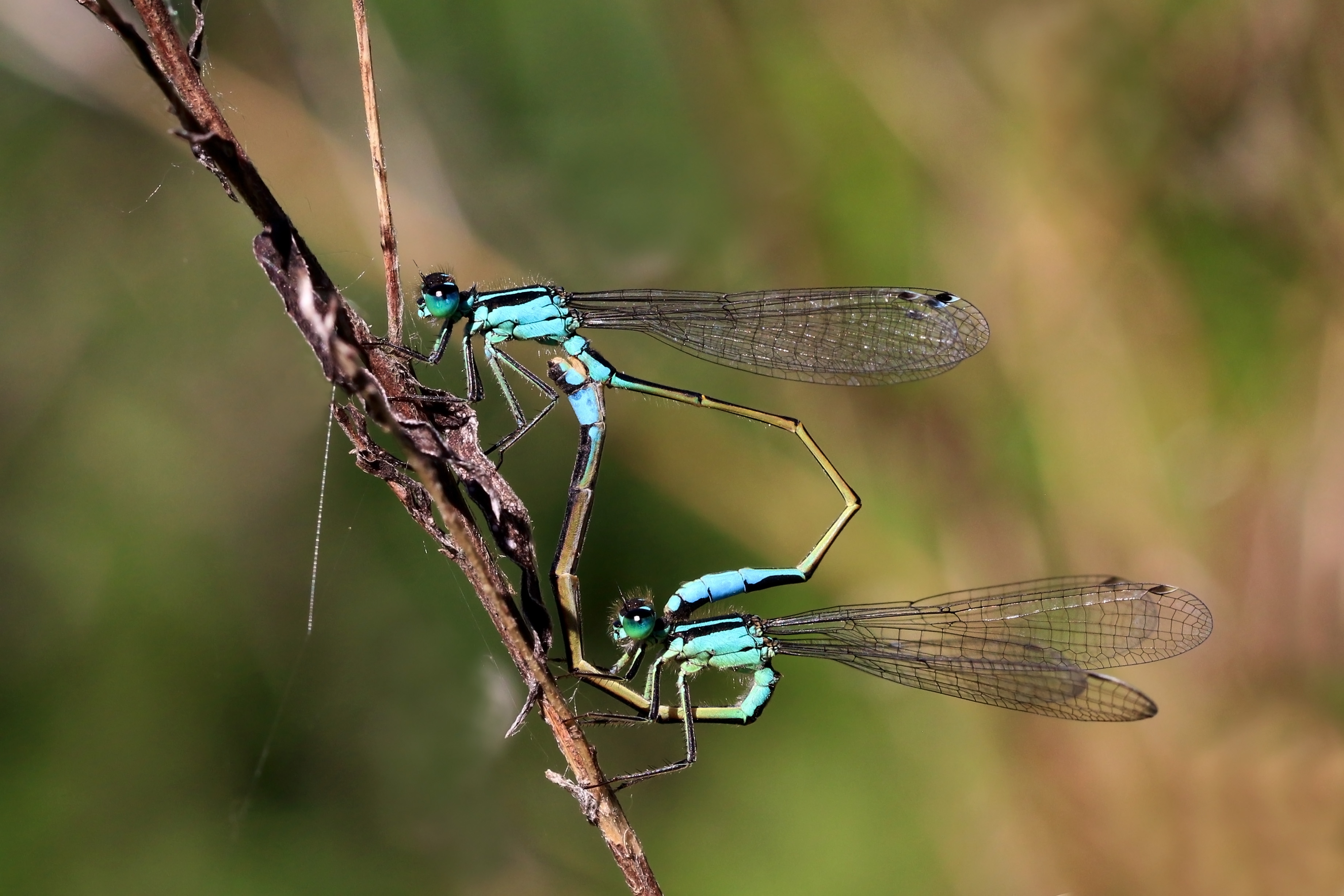
typica nősténnyel párosodó hím
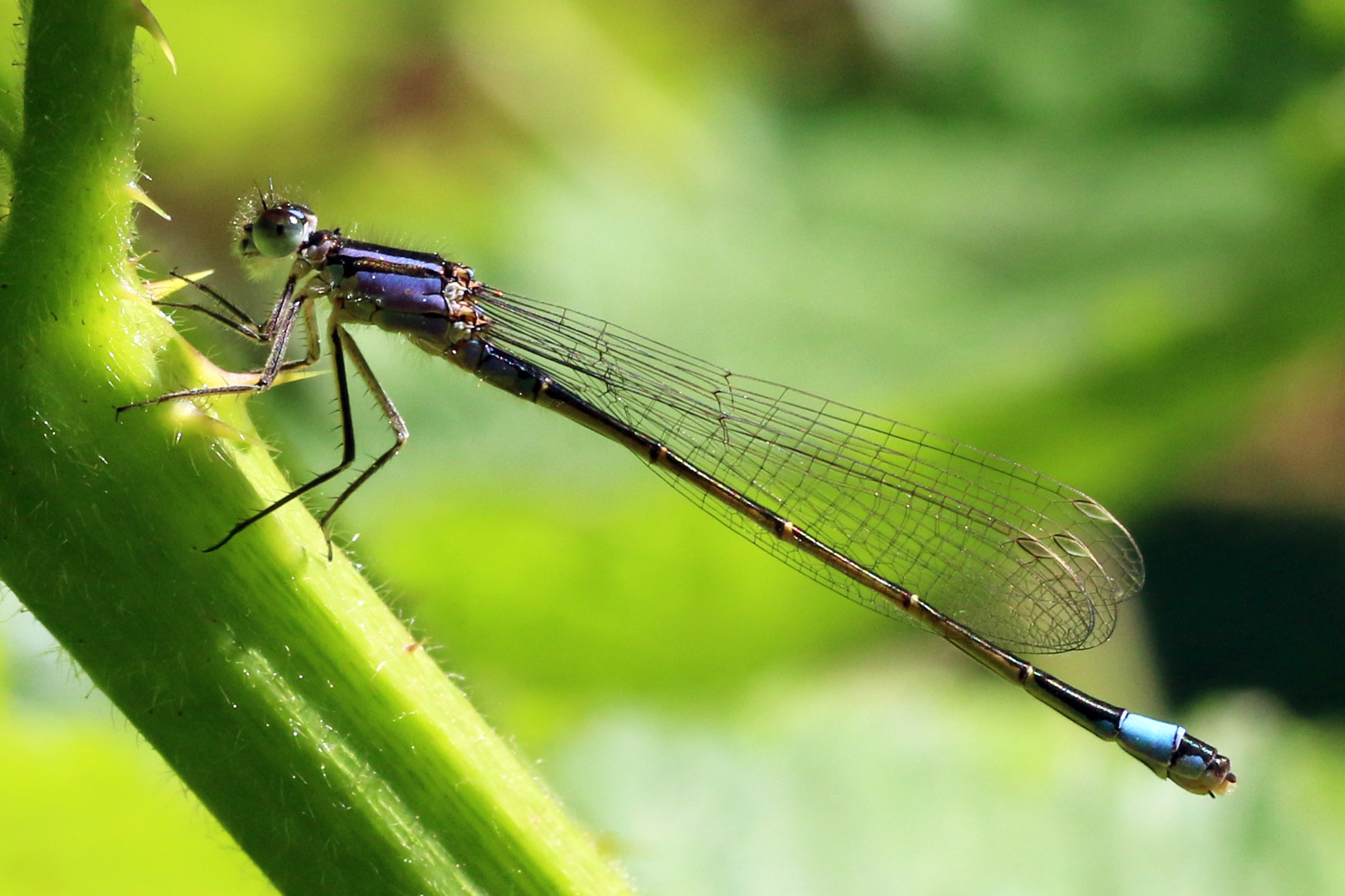
violacea nőstény
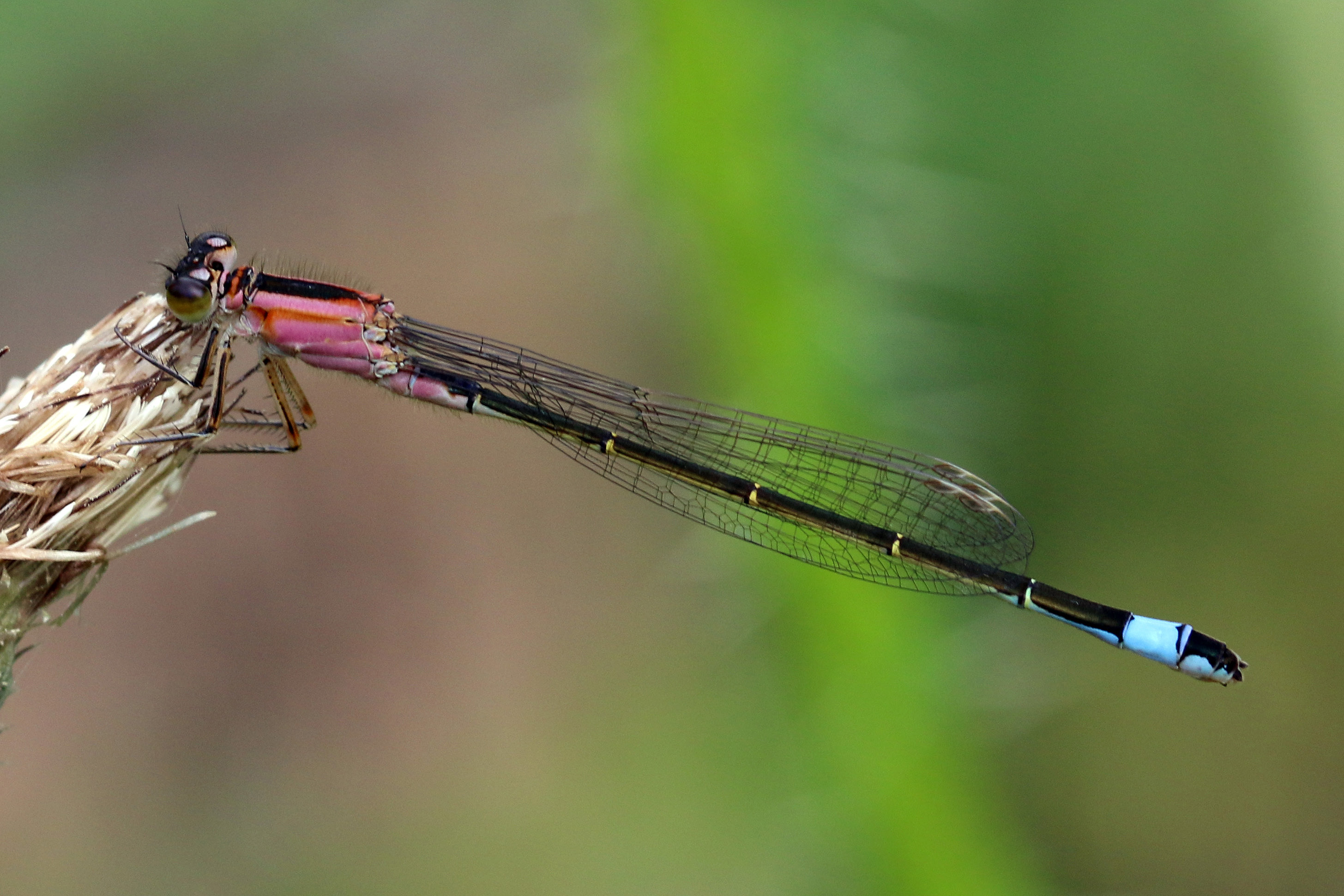
rufescens nőstény
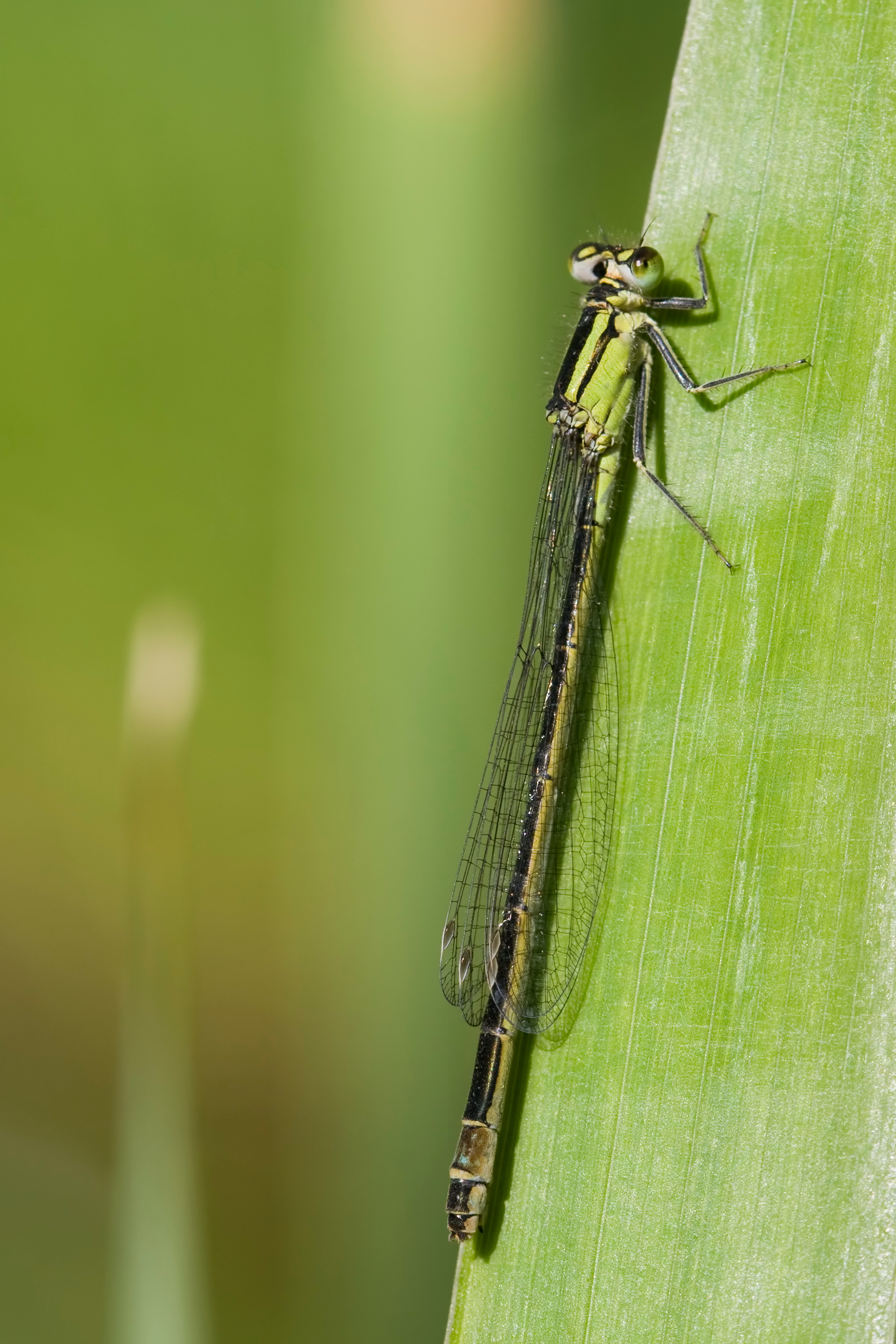
infuscans nőstény
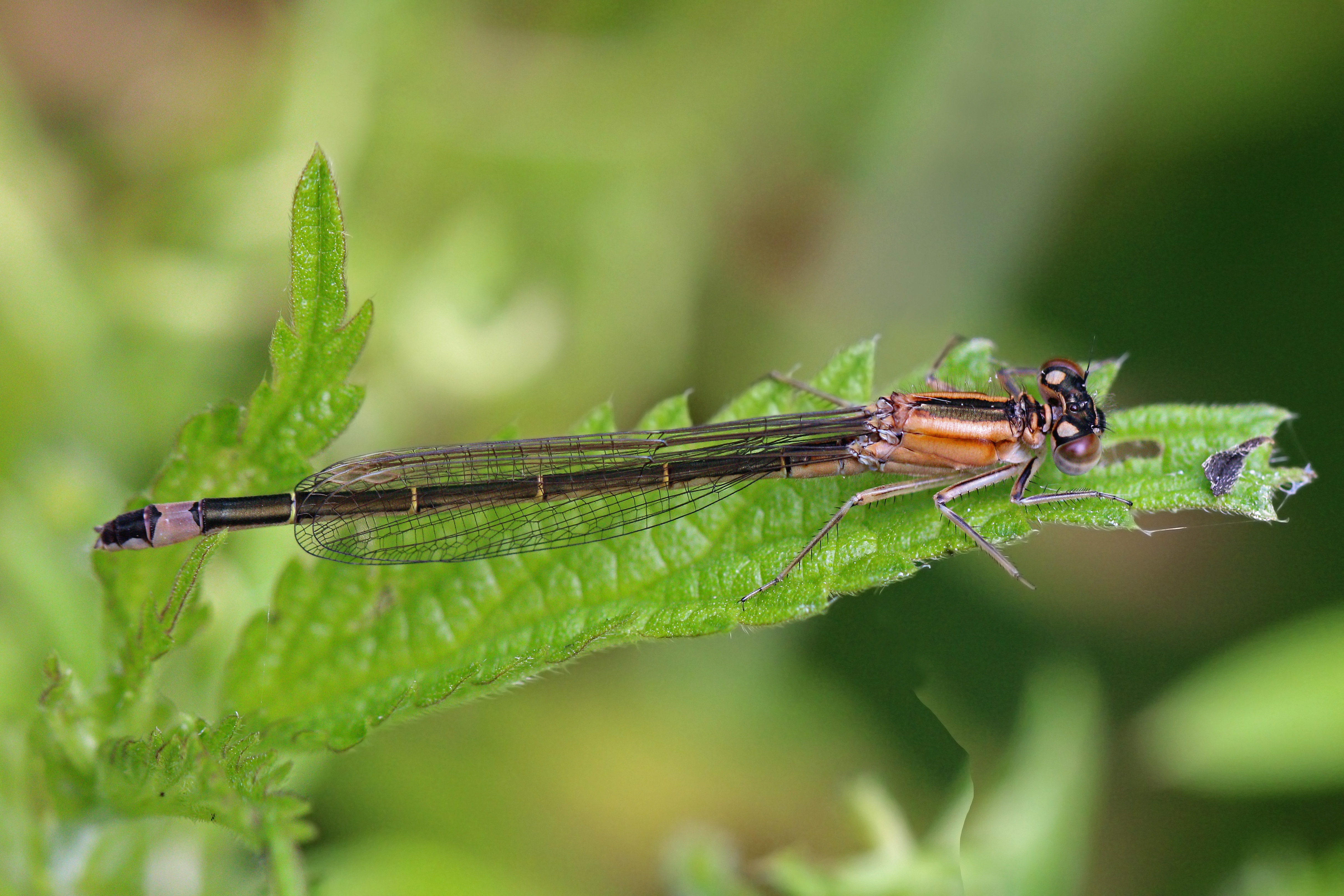
rufescens-obsoleta nőstény
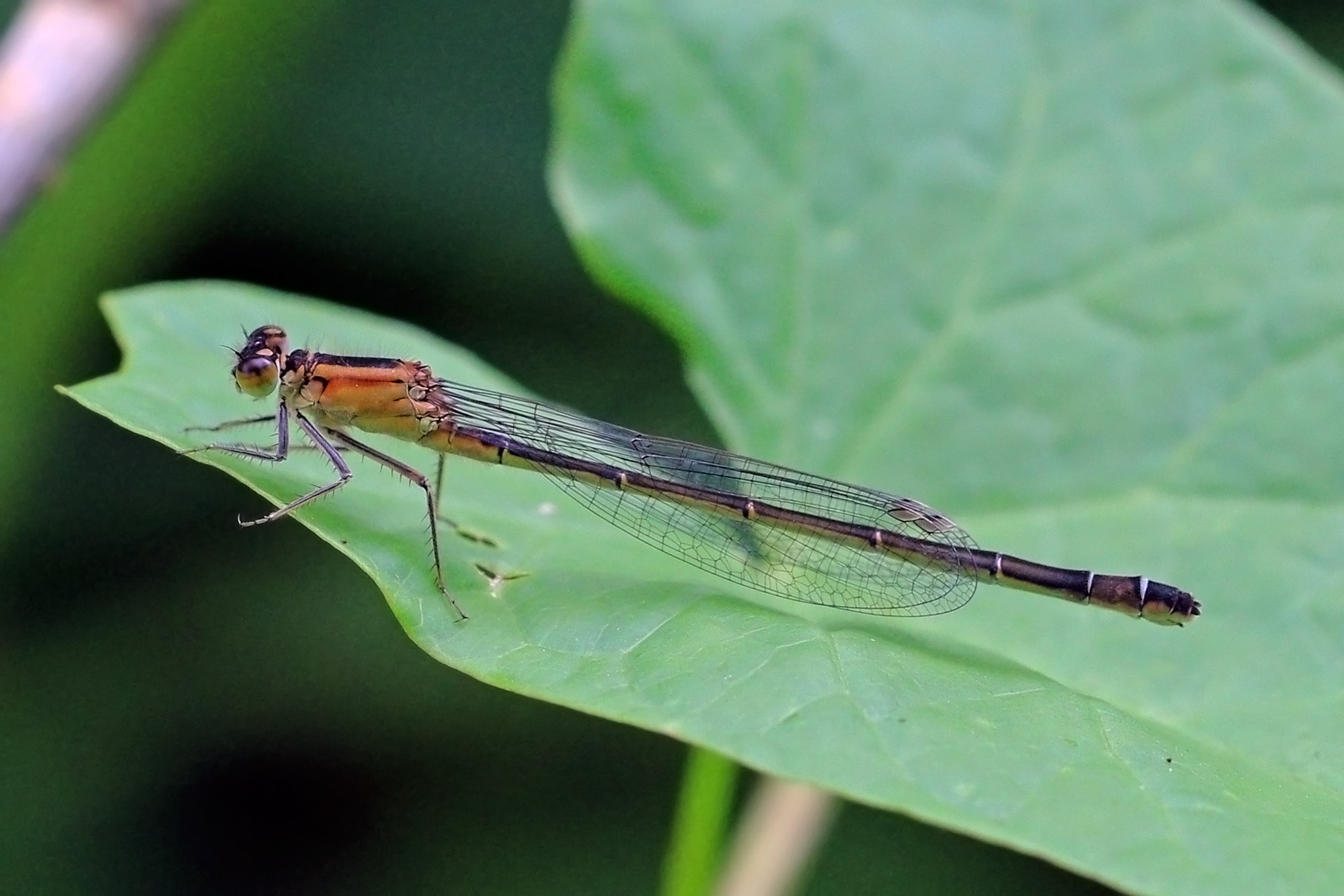
rufescens-obsoleta felnőtt nőstény
- Párzó példányok
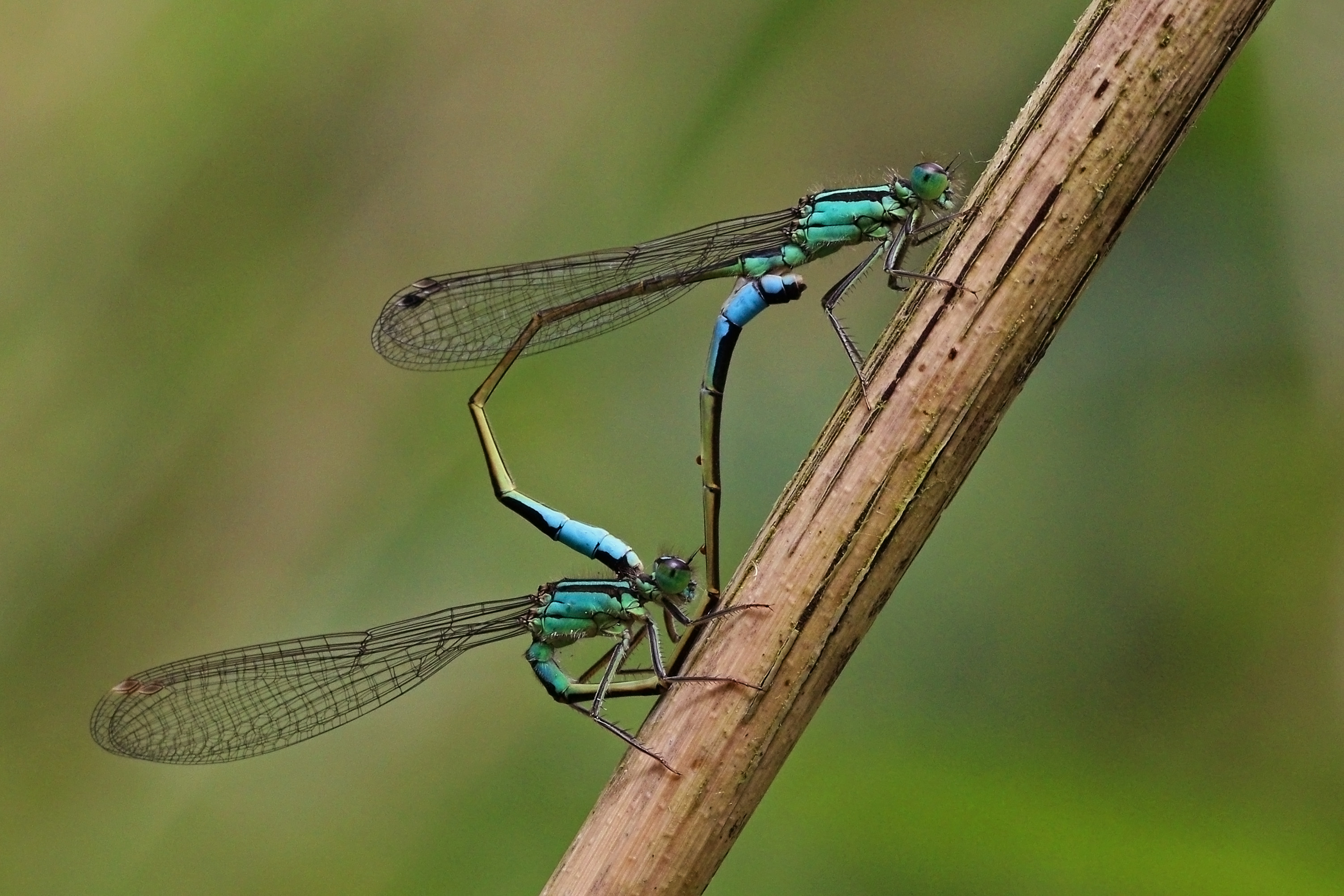
typica nősténnyel párosodó hím
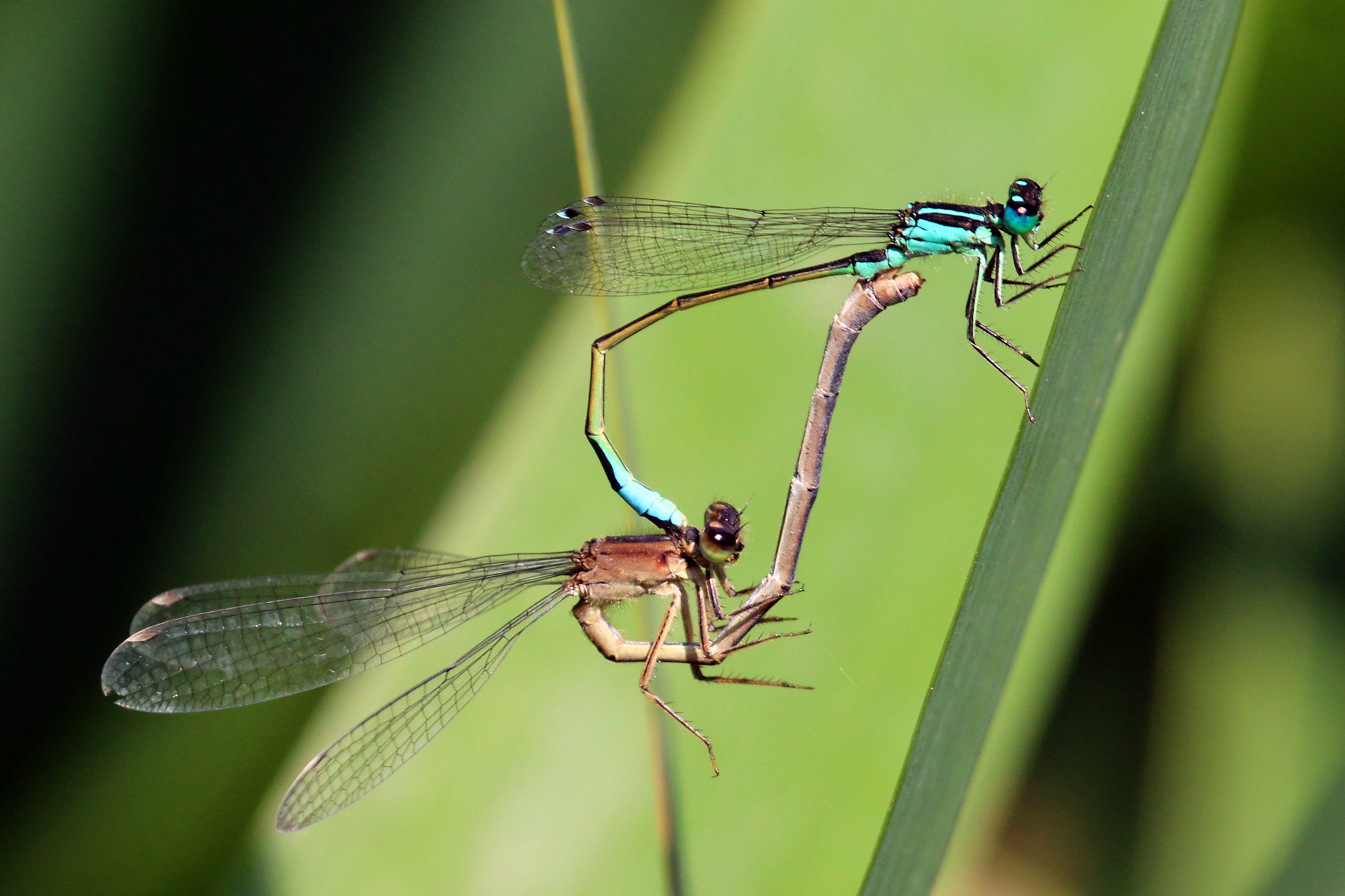
infuscans-obsoleta nősténnyel párosodó hím
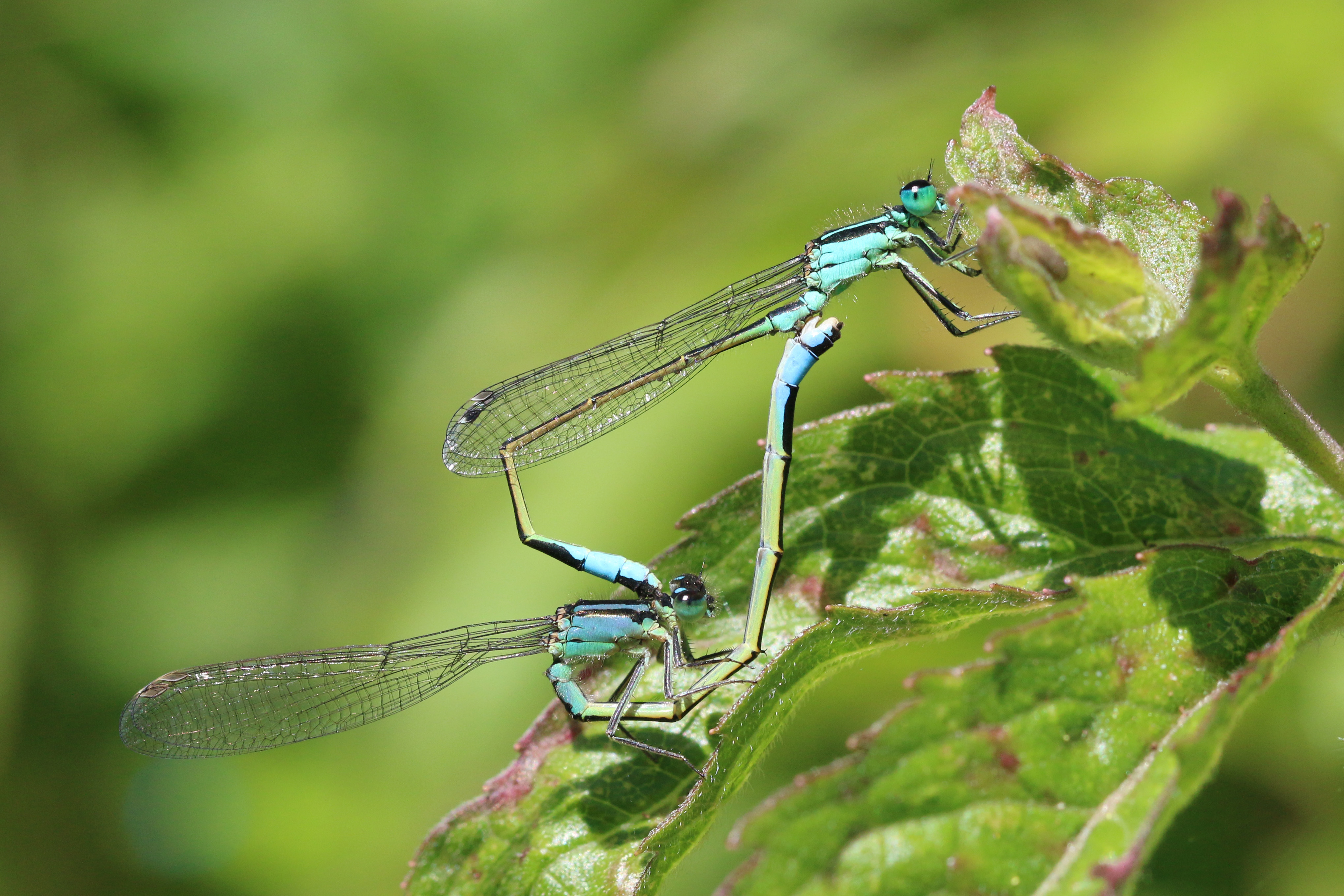
violacea nősténnyel párosodó hím
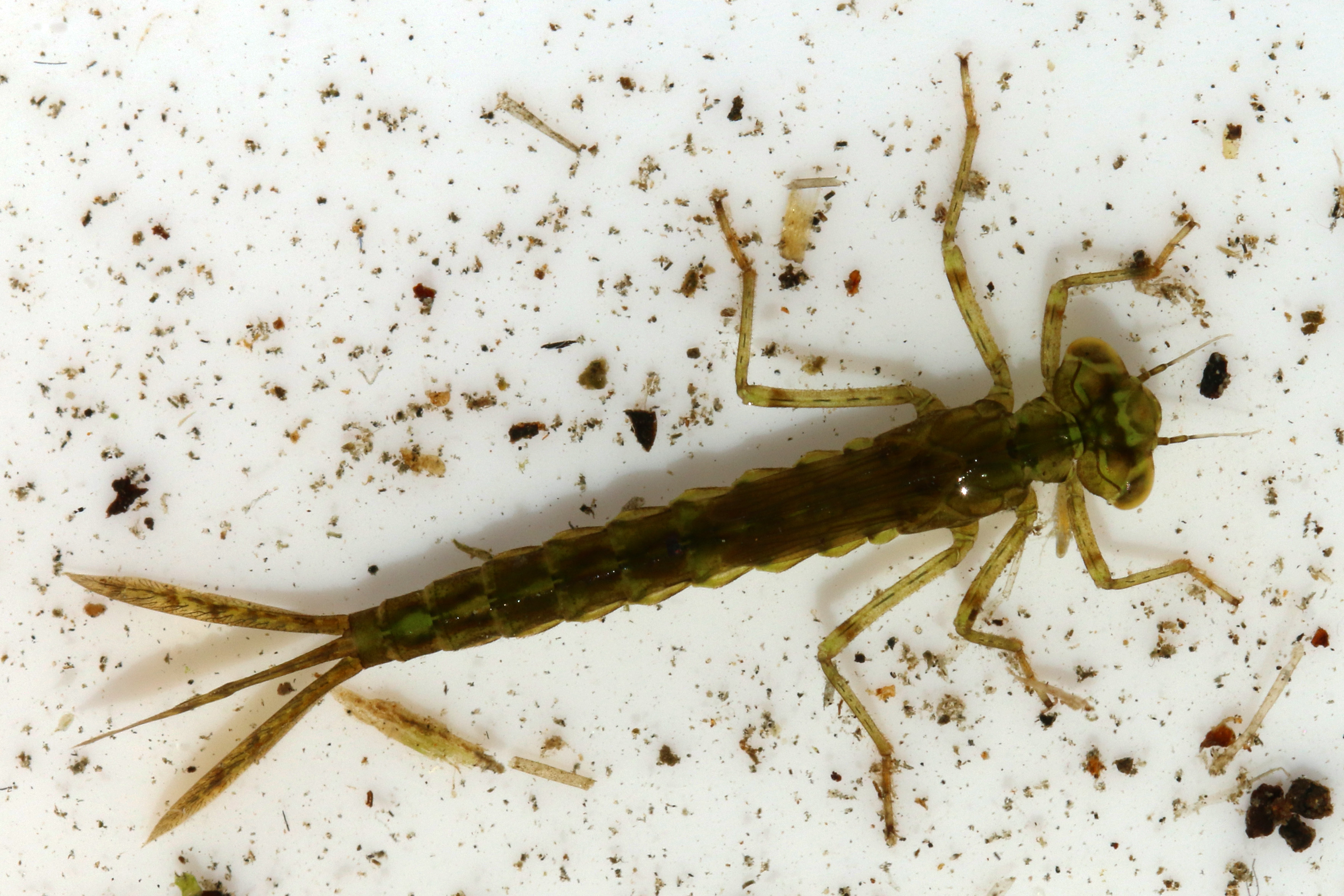
A nimfa
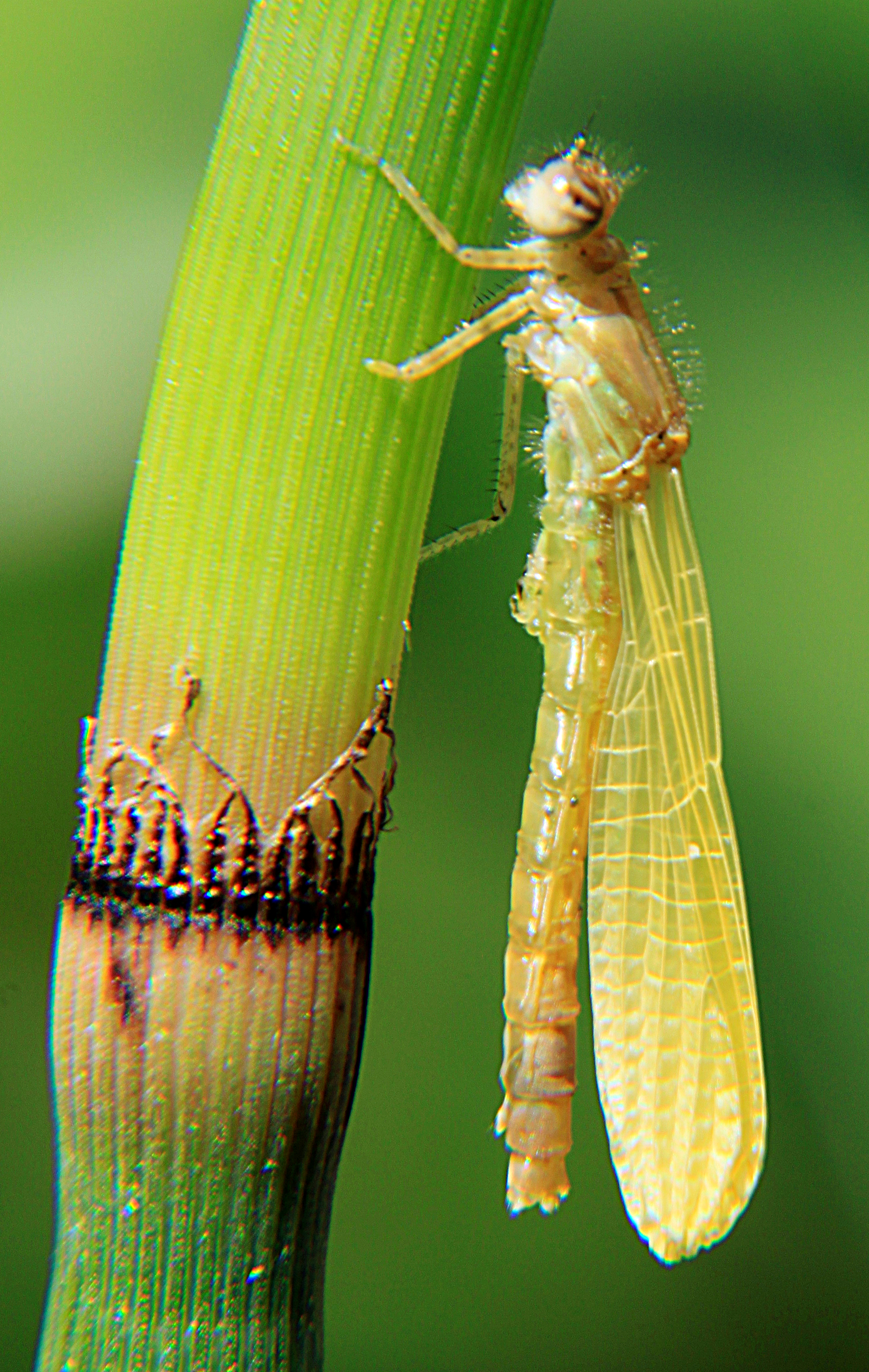
A nimfa kimászik egy növényszárra és a háti része elhasad; abból pedig előbújik a szitakötő

### Fordítás
- Ez a szócikk részben vagy egészben  a   Blue-tailed damselfly című angol Wikipédia-szócikk ezen változatának fordításán alapul.  Az eredeti cikk szerkesztőit annak laptörténete sorolja fel. Ez a jelzés csupán a megfogalmazás eredetét és a szerzői jogokat jelzi, nem szolgál a cikkben szereplő információk forrásmegjelöléseként.